# Cima di Rosso
Cima di Rosso är en bergstopp i Schweiz.   Den ligger i kantonen Graubünden, i den sydöstra delen av landet, 190 km öster om huvudstaden Bern. Toppen på Cima di Rosso är 3 366 meter över havet, eller 624 meter över den omgivande terrängen. Bredden vid basen är 8,2 km.
Terrängen runt Cima di Rosso är huvudsakligen bergig. Runt Cima di Rosso är det ganska glesbefolkat, med 50 invånare per kvadratkilometer.. Närmaste större samhälle är Silvaplana, 17,8 km norr om Cima di Rosso. 
Trakten runt Cima di Rosso består i huvudsak av gräsmarker.